# Superprestige 2005-2006
Navigation
2004-2005 2006-2007
Le Superprestige 2005-2006 est la 24e édition du Superprestige, compétition qui se déroule entre le 16 octobre 2005 et le 18 février 2006 et composée de huit manches pour les élites hommes, espoirs et juniors ayant lieu en Belgique et aux Pays-Bas. Toutes les épreuves font partie du calendrier de la saison de cyclo-cross masculine 2005-2006. Les classements sont remportés par le Belge Sven Nys pour la sixième fois chez les élites, par ses compatriotes Niels Albert pour la deuxième fois chez les espoirs et Tom Meeusen chez les juniors.

## Barème
Les 15 premiers de chaque course marquent des points pour le classement général suivant le tableau suivant :
| Position           | 1er | 2e | 3e | 4e | 5e | 6e | 7e | 8e | 9e | 10e | 11e | 12e | 13e | 14e | 15e |
| Classement général | 15  | 14 | 13 | 12 | 11 | 10 | 9  | 8  | 7  | 6   | 5   | 4   | 3   | 2   | 1   |

## Hommes élites

### Résultats
| # | Date        | Lieu                                                     | Vainqueur           | Deuxième            | Troisième           | Leader du classement général |
| - | ----------- | -------------------------------------------------------- | ------------------- | ------------------- | ------------------- | ---------------------------- |
| 1 | 16 octobre  | Ruddervoorde (Cyclo-cross de Ruddervoorde)               | Bart Wellens        | Sven Nys            | Wim Jacobs          | Bart Wellens                 |
| 2 | 30 octobre  | Sint-Michielsgestel (Cyclo-cross de Sint-Michielsgestel) | Bart Wellens        | Sven Nys            | Gerben de Knegt     | Bart Wellens                 |
| 3 | 6 novembre  | Hamme-Zogge (Bollekescross)                              | Sven Nys            | Bart Wellens        | Tom Vannoppen       | Bart Wellens                 |
| 4 | 20 novembre | Gavere (Cyclo-cross d'Asper-Gavere)                      | Sven Nys            | Gerben de Knegt     | Enrico Franzoi      | Sven Nys                     |
| 5 | 27 novembre | Gieten (Cyclo-cross de Gieten)                           | Richard Groenendaal | Sven Nys            | Gerben de Knegt     | Sven Nys                     |
| 6 | 24 décembre | Diegem (Cyclo-cross de Diegem)                           | Gerben de Knegt     | Sven Nys            | Erwin Vervecken     | Sven Nys                     |
| 7 | 5 février   | Hoogstraten (Vlaamse Aardbeiencross)                     | Sven Nys            | Erwin Vervecken     | Sven Vanthourenhout | Sven Nys                     |
| 8 | 18 février  | Vorselaar (GP Fidea)                                     | Sven Nys            | Sven Vanthourenhout | Bart Wellens        | Sven Nys                     |

### Classement général
| Pos | Coureur             | Points |
| --- | ------------------- | ------ |
| 1   | Sven Nys            | 116    |
| 2   | Gerben de Knegt     | 99     |
| 3   | Bart Wellens        | 94     |
| 4   | Sven Vanthourenhout | 83     |
| 5   | Erwin Vervecken     | 80     |
| 6   | Petr Dlask          | 52     |
| 7   | Tom Vannoppen       | 52     |
| 8   | Richard Groenendaal | 49     |
| 9   | Wim Jacobs          | 42     |
| 10  | Jonathan Page       | 36     |

## Hommes espoirs

### Résultats
| # | Date        | Lieu                                                     | Vainqueur       | Deuxième              | Troisième             | Leader du classement général |
| - | ----------- | -------------------------------------------------------- | --------------- | --------------------- | --------------------- | ---------------------------- |
| 1 | 16 octobre  | Ruddervoorde (Cyclo-cross de Ruddervoorde)               | Niels Albert    | Kevin Pauwels         | Dieter Vanthourenhout | Niels Albert                 |
| 2 | 30 octobre  | Sint-Michielsgestel (Cyclo-cross de Sint-Michielsgestel) | Niels Albert    | Zdeněk Štybar         | Kevin Pauwels         | Niels Albert                 |
| 3 | 6 novembre  | Hamme-Zogge (Bollekescross)                              | Mike Thielemans | Felix Gniot           | Jan Van Dael          |                              |
| 4 | 20 novembre | Gavere (Cyclo-cross d'Asper-Gavere)                      | Niels Albert    | Kevin Pauwels         | Zdeněk Štybar         |                              |
| 5 | 27 novembre | Gieten (Cyclo-cross de Gieten)                           | Niels Albert    | Kevin Pauwels         | Lars Boom             |                              |
| 6 | 24 décembre | Diegem (Cyclo-cross de Diegem)                           | Niels Albert    | Dieter Vanthourenhout | Eddy van IJzendoorn   |                              |
| 7 | 5 février   | Hoogstraten (Vlaamse Aardbeiencross)                     | Niels Albert    | Eddy van IJzendoorn   | Zdeněk Štybar         |                              |
| 8 | 18 février  | Vorselaar (GP Fidea)                                     | Niels Albert    | Zdeněk Štybar         | Kevin Pauwels         | Niels Albert                 |

### Classement général
| Pos | Coureur               | Points |
| --- | --------------------- | ------ |
| 1   | Niels Albert          |        |
| 2   | Eddy van IJzendoorn   |        |
| 3   | Dieter Vanthourenhout |        |

## Hommes juniors

### Résultats
| # | Date        | Lieu                                                     | Vainqueur         | Deuxième          | Troisième               | Leader du classement général |
| - | ----------- | -------------------------------------------------------- | ----------------- | ----------------- | ----------------------- | ---------------------------- |
| 1 | 16 octobre  | Ruddervoorde (Cyclo-cross de Ruddervoorde)               | Tom Meeusen       | Kevin Cant        | Jim Aernouts            | Tom Meeusen                  |
| 2 | 30 octobre  | Sint-Michielsgestel (Cyclo-cross de Sint-Michielsgestel) | Tom Meeusen       | Jim Aernouts      | Dries Pauwels           | Tom Meeusen                  |
| 3 | 6 novembre  | Hamme-Zogge (Bollekescross)                              | Mitchell Huenders | Laurens De Vreese | Kenneth Van Compernolle |                              |
| 4 | 20 novembre | Gavere (Cyclo-cross d'Asper-Gavere)                      | Tom Meeusen       | Joeri Adams       | Dries Pauwels           |                              |
| 5 | 27 novembre | Gieten (Cyclo-cross de Gieten)                           | Boy van Poppel    | Ramon Sinkeldam   | Kevin Cant              |                              |
| 6 | 24 décembre | Diegem (Cyclo-cross de Diegem)                           | Tom Meeusen       | Umberto Atzori    | Laurens De Vreese       |                              |
| 7 | 5 février   | Hoogstraten (Vlaamse Aardbeiencross)                     | Boy van Poppel    | Kevin Cant        | Tom Meeusen             |                              |
| 8 | 18 février  | Vorselaar (GP Fidea)                                     | Tom Meeusen       | Boy van Poppel    | Kenneth Van Compernolle | Tom Meeusen                  |

### Classement général
| Pos | Coureur                 | Points |
| --- | ----------------------- | ------ |
| 1   | Tom Meeusen             |        |
| 2   | Kevin Cant              |        |
| 3   | Kenneth Van Compernolle |        |